# Montágh Imre
 Montágh Imre (Budapest, 1935. július 29. – Budapest, 1986. augusztus 14.) magyar gyógypedagógus, logopédus, a Színház- és Filmművészeti Főiskola docense. Népszerű beszédművelő műsorok szereplője.

„A beszédet nem örököljük, hanem a szüleinktől, illetve gyermekkori környezetünktől tanuljuk. Úgy beszélünk, ahogyan velünk beszéltek az első négy-öt évben. Ha a környezetünk beszédhibás volt, mi is azzá lettünk, ha a környezetünk tájszólásban beszélt, a mi kiejtésünkön is érződik az íz. (Montágh Imre: Tiszta beszéd)”

## Élete
Nagybirtokos nemesített zsidó családban, Budapesten született. Gyermekként a koncentrációs tábort is majdnem megjárva, családját a kommunista hatalom kitelepítette. Már tizenöt éves korától dolgozni kényszerült. A gimnázium utolsó két osztályát esti tagozaton járta ki. A Gyógypedagógiai Főiskolán 1959-ben végzett. Akkoriban gyakran hallgatta Török Sándor lakásokon tartott antropozófiai előadásait. Vácott siket gyerekekkel foglalkozott, majd amatőr színjátszók képzése kapcsán a beszédtechnika oktatásába kezdett. Régi álma, hogy színész legyen nem valósulhatott meg, viszont 1962-től a Színház- és Filmművészeti Főiskolán tartott óraadóként előadásokat. Ugyanebben az évben jelent meg gyakorlótára Beszédtechnikai ismeretek címmel. Előadásokat tartott és cikkeket írt a magyar beszédművelésről, retorikáról, amelynek kiváló képviselője volt. 1969-től a budapesti Logopédiai Intézetben is oktatott. Azt tanította, hogy a szóbeli és viselkedésbeli megnyilvánulás az ember maga. 1973-tól a színművészeti főiskola docense volt. Párhuzamosan mindvégig tanított a Gyógypedagógiai Főiskolán, és a szomszédos országokban élő magyar színjátszók, versmondók tanítását is vállalta.
Az 1980-as években több rádiós és televíziós műsorban szerepelt szakértőként, illetve műsorvezetőként, amivel országos ismertséget szerzett.
1987-ben posztumusz nívódíjat kapott Útravaló című televíziós sorozatáért, amelyet VHS-en is kiadtak. Ma a YouTube fájlmegosztón sok munkája megtekinthető.

## Halála
1986. augusztus elsején Kismarosra, neje szüleihez mentek látogatóba. Autóját valószínűleg nem jól rögzítette, és az a lejtőn megindult. Ő megpróbálta saját testével visszatartani, ám nem bírta, és egy háromméteres árokba esett, a kocsi meg rázuhant. Operációk sora sem tudta megmenteni, belső sérülései két hét után, 51 éves korában a halálát okozták.

## Munkái

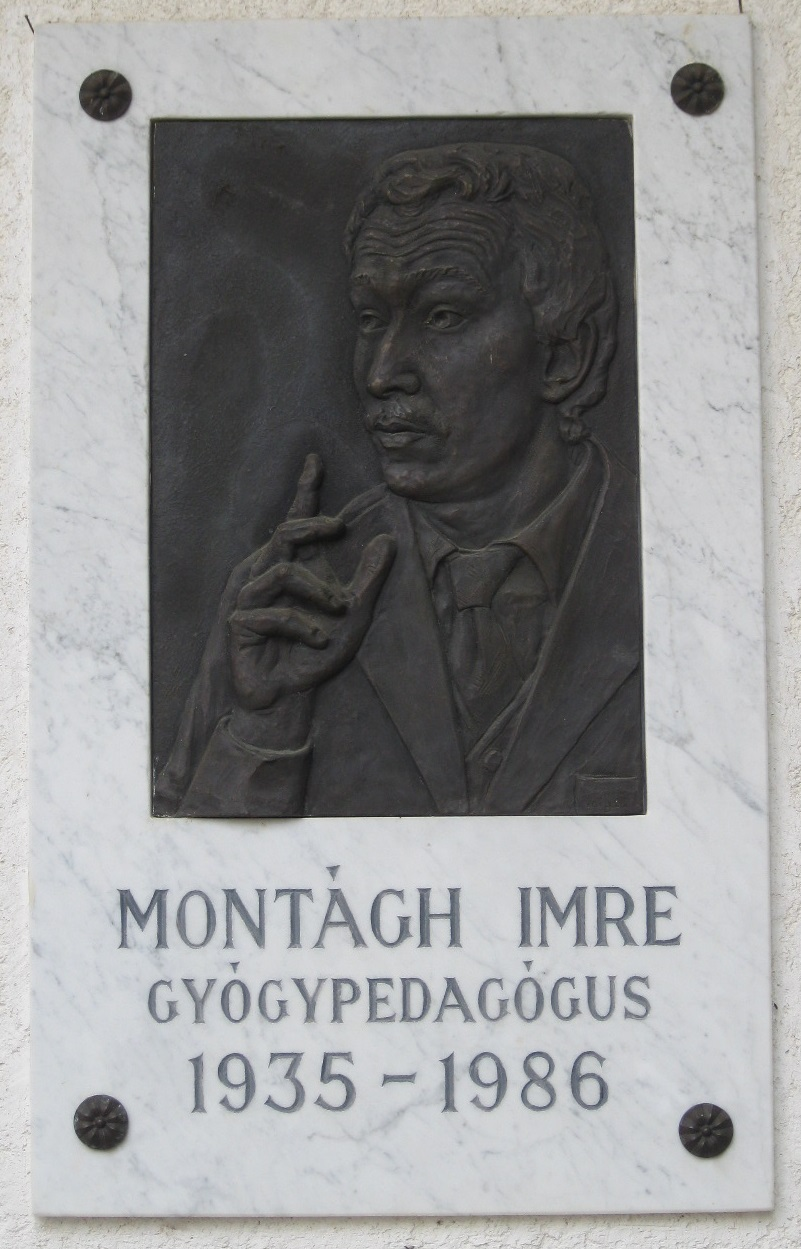
Emléktáblája Gödöllőn, a róla elnevezett iskola falán

- Beszédtechnikai ismeretek (Népművelési Intézet, 1962)
- Gyakori beszédhibák (társszerzőkkel) Budapest, 1970
- Tiszta beszéd (Népművelési Propaganda Iroda, Budapest, 1976) ISBN 9635621205
- Gyermekszínjátszók beszédnevelő könyve Budapest, 1977
- Beszédtechnikai gyakorlatok Budapest, 1978 (2. kiadás, 1998)
- Mondjam vagy mutassam?! (Móra Ferenc Könyvkiadó, 1985)
- Figyelem vagy fegyelem?![4] Az előadói magatartás (Kossuth Kiadó, 1986) ISBN 9630927853
- Mondd ki szépen! (Móra Könyvkiadó, 1987) ISBN 9631166910
- Gyakori beszédhibák a gyermekkorban (Nemzeti Tankönyvkiadó, Budapest, 1994) ISBN 9631854825
- Beszédművelés 1–10. 1985, kisfilmek gyerekeknek[5]
- Útravaló I–V. 1986, kisfilmek kamaszoknak[6][7]

## Méltatása
Életének jelentős részét a magyar nyelv szolgálata töltötte ki. Ars poeticája szerint a személyiség-központú pedagógiáé a jövő, nem a tudáshalmazok gyarapítása, hanem az embereszmény a fontos. A hangzó beszédet tanította, elsősorban lélektani elemzéssel. Célja volt a beszédjavítás és a metakommunikációs gesztusvilág tanítása. Oktatott színházban, bábszínházban, pszichodrámákban, megmutatta, hogyan kell az életet a maga ellentmondásaival megélni.
Értékes tapasztalatait, gondolatait több könyvében is megosztotta a szakmai közönséggel és a beszédművelés iránt érdeklődő olvasókkal.
Montágh Imre kiváló szakember és pedagógus, showman, humanista és legfőképp ember volt. Mindig ugyanolyan emberséggel fordult tanítványai, kollégái, barátai felé, lefegyverzően kedves, barátságos és nyílt egyéniség volt.

## Róla elnevezett intézmények
- Montágh Imre Általános Iskola és Speciális Szakiskola (Esztergom)
- Montágh Imre Általános Iskola és Speciális Szakiskola (Budapest, XI. kerület)
- Montágh Imre Általános Iskola, Speciális Szakiskola és Készségfejlesztő Speciális Szakiskola (Gödöllő)
- Montágh Imre Általános Iskola (Abony)
- Montagh Imre Southendi Magyar Iskola[8] (Southend-on-Sea, Anglia)

## Emlékezete
- 2024 óta nevét őrzi a 605901 Montághimre kisbolygó.[9]